# Keitele
Keitele je jezero na jihu centrální části Finska. Nachází se na území provincií Severní Savo a Střední Finsko. Rozloha jezera (bez ostrovů) je 494 km², má délku 85 km a šířku do 10 km. Průměrná hloubka jezera je 6 m, maximální hloubka je 64 m.

## Pobřeží
Pobřeží jezera je značně členité s mnohými zálivy, poloostrovy a mysy.

## Ostrovy
Na jezeře jsou ostrovy o celkové rozloze 93 km². Největší jsou Pängätsalo, Jurvansalo a Luotolansaari.

## Vodní režim
Odtok je zajištěn průtokem k jezeru Päijänne.

## Využití
Na jezeře funguje vodní doprava.